# Ugeavisen Odense
Ugeavisen Odense er en ugeavis, der udgives i Odense.
Avisen udkom første gang den 16. april 1973.
Avisen husstandsomdeles i Odense Kommune. Tidligere udkom den også i de dele af postdistrikterne Vissenbjerg, Morud, Søndersø, Otterup, Årslev, Tommerup, Nr. Lyndelse, Nr. Søby og Verninge, der ligger i en radius på 12 km. fra Odense.
Historisk havde avisen et oplag på 99.469, hvilket gjorde den til landets næststørste lokale ugeavis, kun overgået af Århus Onsdag. 
Avisen blev grundlagt af Fyns Amts Avis, men har i flere år været ejet sammen med Fyens Stiftstidende – siden 2006 via selskabet Fynske Medier, der siden er blevet til JFM. Ugeavisen Odense er karakteriseret ved at have et relativt højt journalistisk niveau.